# Rybak

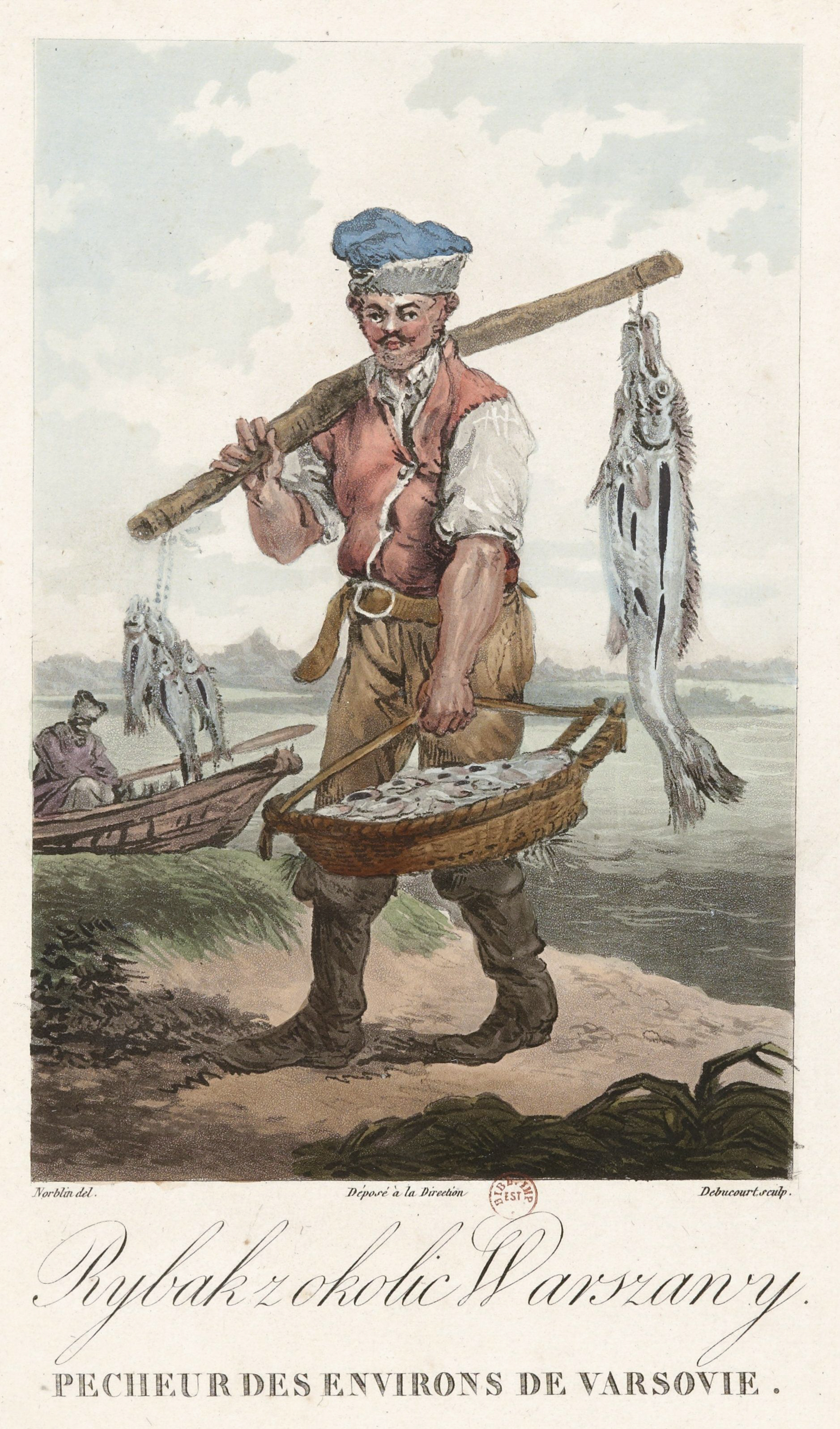
"Rybak z okolic Warszawy" – przedstawiony na XVIII-wiecznym rysunku Jana Norblina

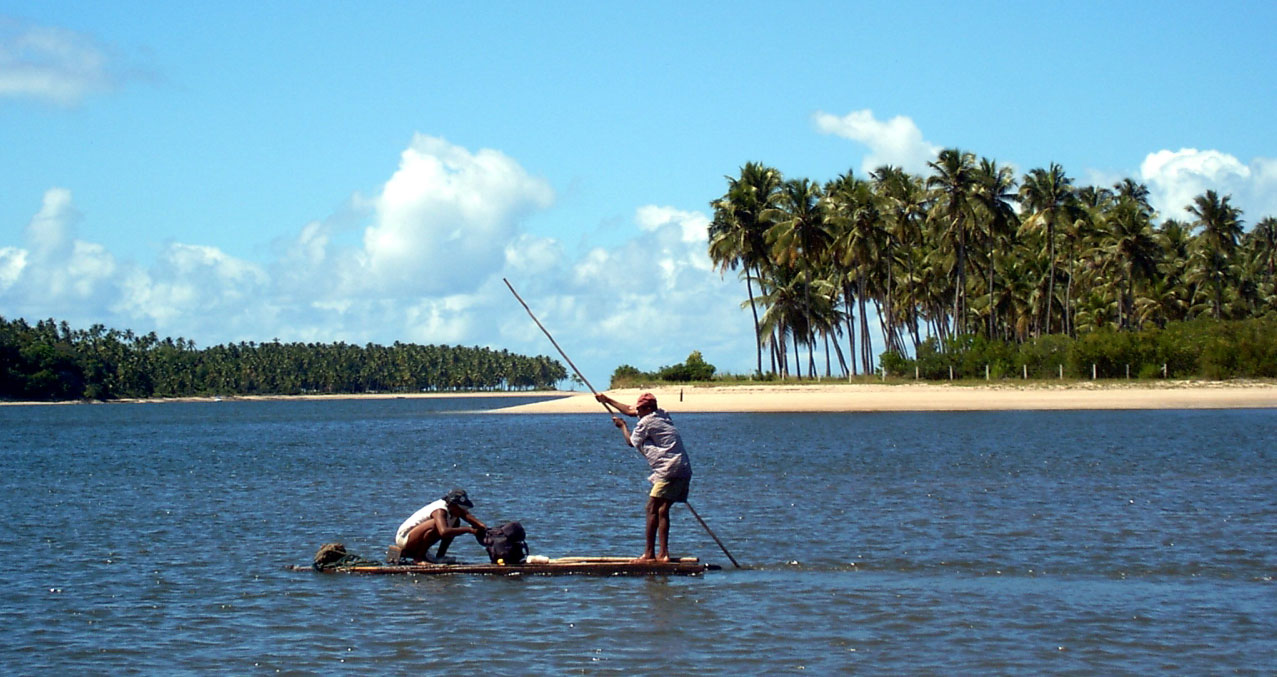
Rybacy w Brazylii w stanie Pernambuco

Rybak – osoba trudniąca się rybołówstwem, utrzymująca się z połowu ryb i innych owoców morza (frutti di mare) – krewetek, małży itp. Słowem tym współcześnie określa się zarówno osoby wykonujące ten zawód w pojedynkę (na morzu – rzadko) lub w niewielkich, kilkuosobowych zespołach, pływających na kilkutonowych kutrach (rybactwo), jak również marynarzy wielkich jednostek oceanicznych (rybołówstwo przemysłowe). Na potrzeby rybactwa śródlądowego, na  rzekach i jeziorach rybacy na ogół posługują się niewielkimi łodziami, kutry morskie są zazwyczaj większe i dysponują mocniejszymi silnikami.
Do połowu ryb rybacy używają zasadniczo sieci, choć niektóre gatunki ryb nawet przemysłowo odławia się z użyciem haków (np. połów tuńczyka albakora przy pomocy tzw. węd ciągnionych), co przypomina wędkarstwo.

## Tytuły zawodowe związane z rybołówstwem
- rybak hodowca
- rybak pracujący na własne potrzeby
- rybak rybołówstwa morskiego
- rybak stawowy
- rybak śródlądowy (zbiorniki naturalne)

## Galeria

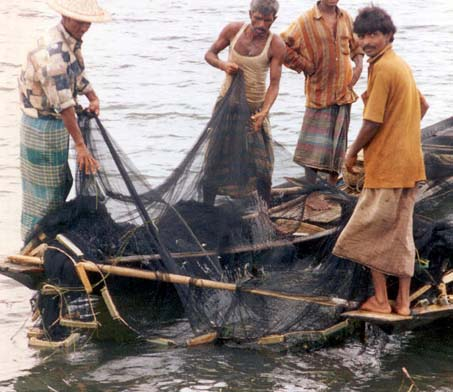
Rybacy z Bangladeszu
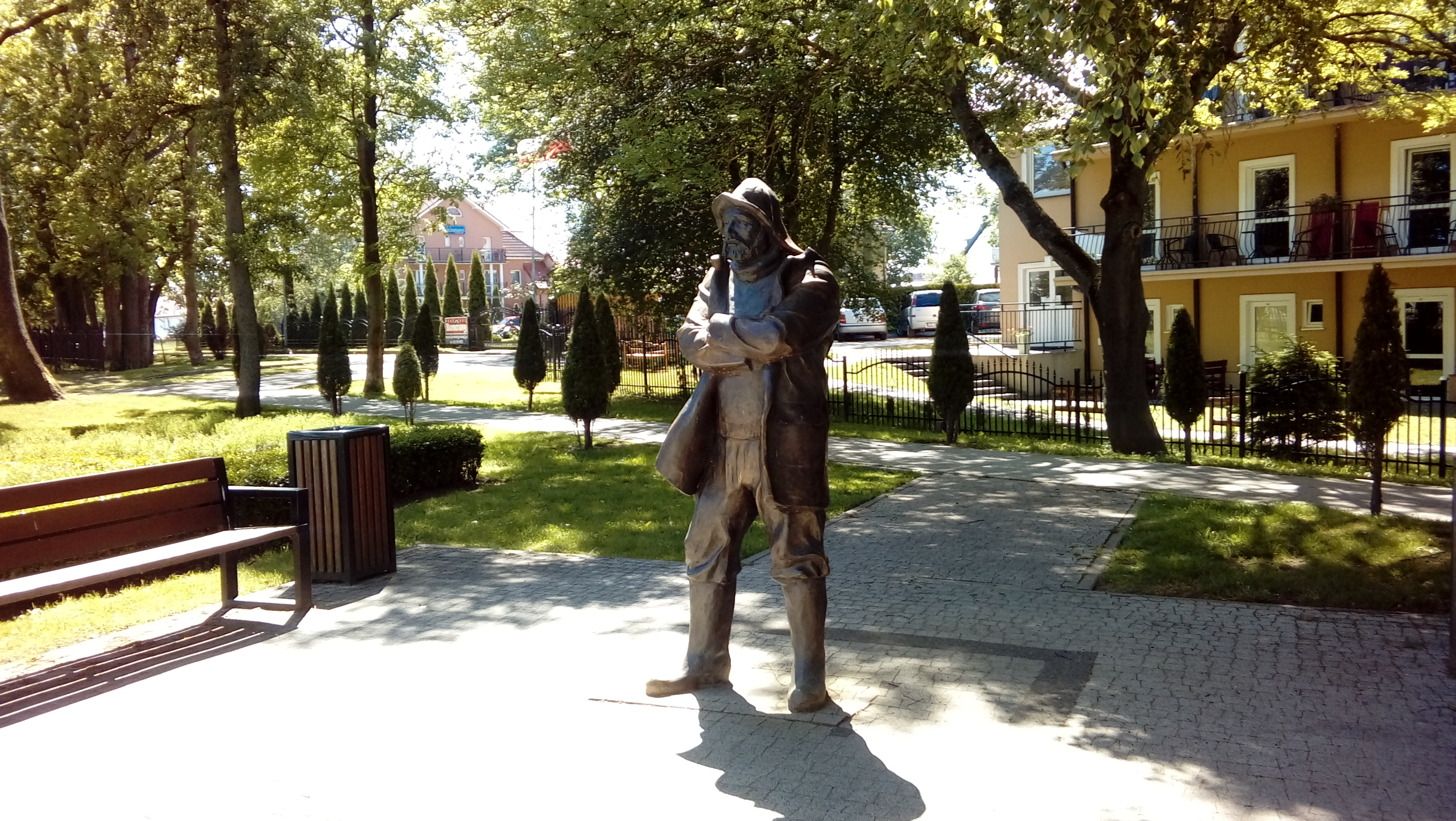
Rzeźba Rybaka w Rewalu
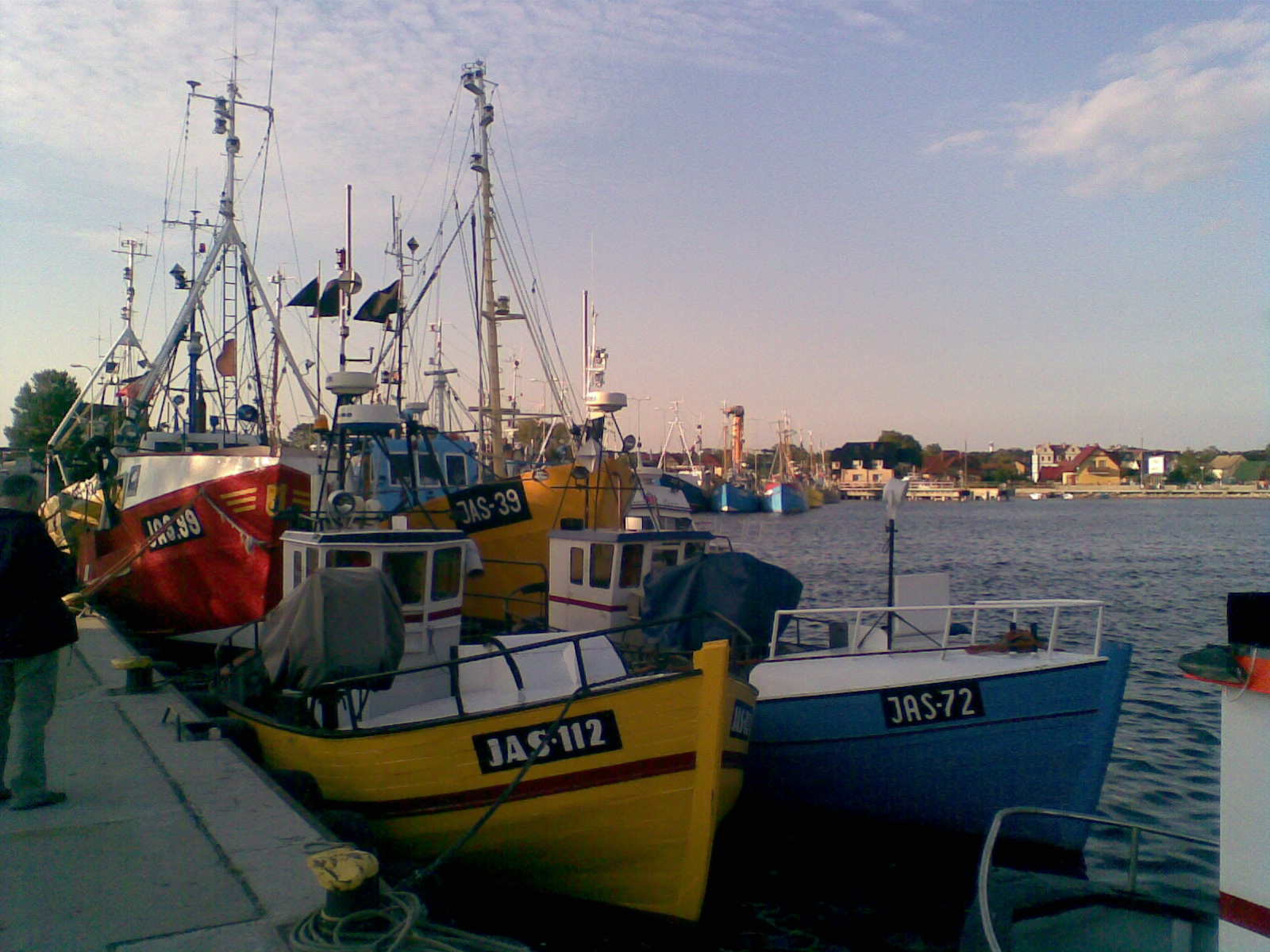
Kutry rybackie w Jastarni
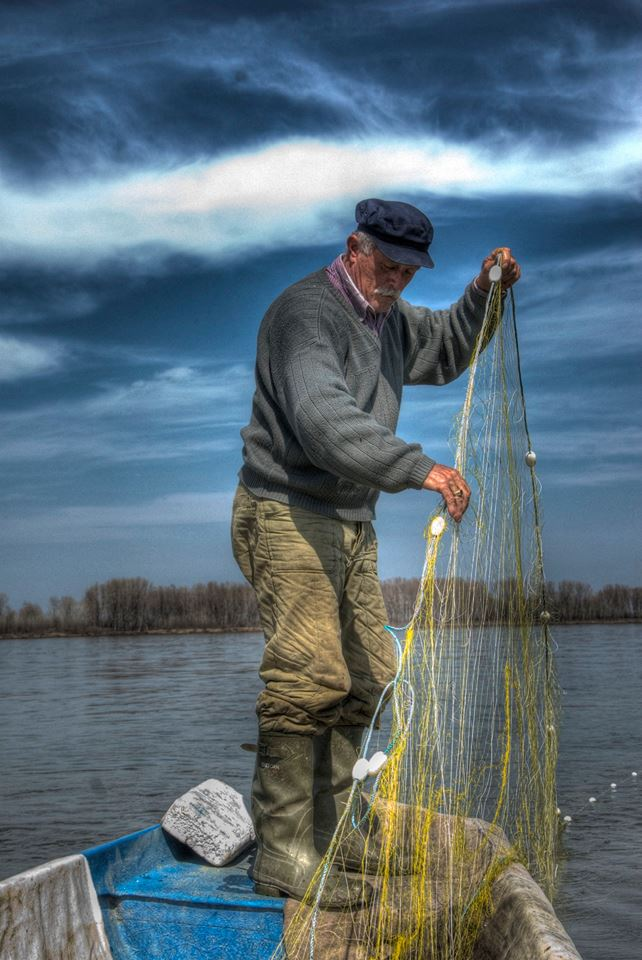
Rybak na Dunaju